# Borotice (ort i Tjeckien, Mellersta Böhmen)
Borotice är en ort i Tjeckien.   Den ligger i regionen Mellersta Böhmen, i den centrala delen av landet, 40 km söder om huvudstaden Prag. Borotice ligger 390 meter över havet och antalet invånare är 312.
Terrängen runt Borotice är huvudsakligen platt, men den allra närmaste omgivningen är kuperad. Terrängen runt Borotice sluttar österut. Runt Borotice är det ganska tätbefolkat, med 96 invånare per kvadratkilometer. Närmaste större samhälle är Příbram, 20,0 km väster om Borotice. Omgivningarna runt Borotice är en mosaik av jordbruksmark och naturlig växtlighet.